# Marcus Pode
Marcus Pode (ur. 27 marca 1986 w Malmö) – szwedzki piłkarz, napastnik zespołu Trelleborgs FF. Były reprezentant drużyny szwedzkiej U-21.